# Generalplan för Stockholm 1952

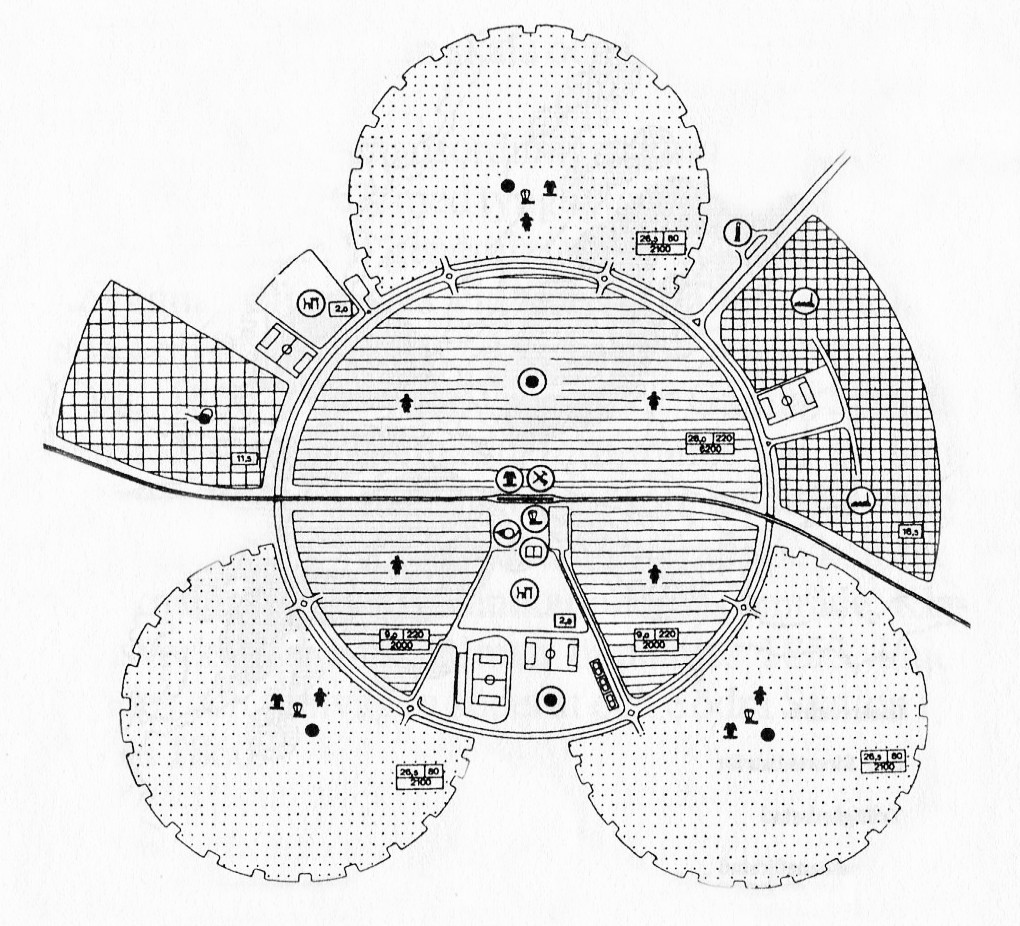
Schemaskiss ur "Generalplan Stockholm 1952". Centrumfunktioner i mitten och arbetsplatser till höger. Tunnelbanan går tvärs genom området.

Generalplan för Stockholm 1952  var en utredning och ett översiktligt utbyggnadsprogram för Stockholms expansion efter andra världskriget. En viktig förutsättning för genomförandet av generalplanen var beslutet att skaffa tunnelbana.  I varje ny ”stadsdel  med förortsbaneförbindelse” skulle det finnas ett blandat bostadsbestånd med kommersiell och offentlig service och allt skulle vara grupperat kring ett centrum vid tunnelbanestation (senare kallad ABC-stad). Planarbetet leddes av arkitekten Sven Markelius, Stockholms stadsplanedirektör mellan 1944 och 1954. Förorten Vällingby (invigd 1954) blev den första konsekventa tillämpningen av denna generalplan.

## Bakgrund
En ny generalplan för Stockholm tvingades fram av den enorma bostadsbristen och inflyttningen till staden efter andra världskriget. Samtidigt framfördes kritik mot 1930-talets smalhusförorter (Traneberg, Hammarbyhöjden m.fl.) då de ansågs ha bidragit till att upplösa det sociala livet i staden. Kritik framfördes även att dessa förorter endast innehöll bostäder. Redan under andra världskriget utarbetades en programskrift Det framtida Stockholm som utkom 1945 och som låg till grund för den nya generalplanen.

## Generalplanen

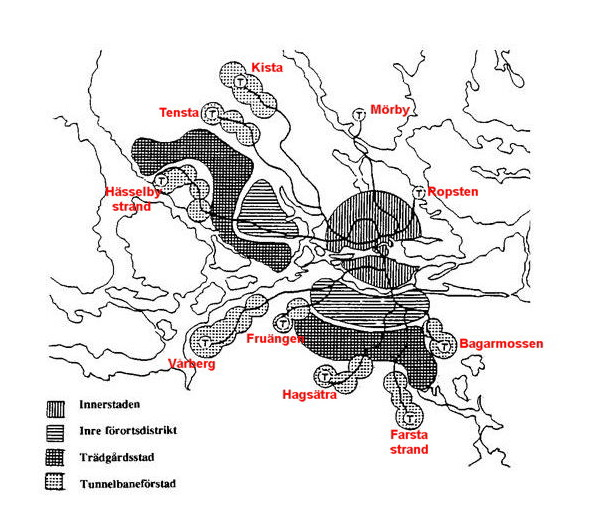
"Tunnelbaneförstäder" längs tunnelbanan, ur Generalplan för Stockholm 1952. De rödmarkerade tunnelbanestationerna är inlagda i efterskott.

Arbetet med generalplan började omedelbart efter slutet av andra världskriget 1945 och kom att pågå fram till 1952. Arbetet inspirerades av liknande regionala planer som ”Köpenhamns fingerplan” och ”Greater London plan”, där expansionen lokaliserades till drabantstäder. Men istället för Londons lösning på problemet valde man i Sverige förstäder sammanlänkade med sin storstad. Planarbetet leddes av arkitekten Sven Markelius, Stockholms stadsplanedirektör mellan 1944 och 1954. Vid sin sida hade han Göran Sidenbladh stadsplanedirektör mellan 1955 och 1973. Generalplanen godkändes 1950 och med ändringar samt tillägg vann den laga kraft 1952.
En viktig del i Stockholms expansion var beslutet att skaffa tunnelbana. De nya förorterna, i generalplanen kallad ”Tunnelbaneförstad”, skulle anläggas som pärlor i ett pärlband längs tunnelbanans linjer. Denna strategi slogs fast i generalplanen från 1952. I varje ny ”stadsdel med förortsbaneförbindelse” skulle det finnas ett blandat bostadsbestånd med kommersiell och offentlig service och allt skulle vara grupperat kring ett centrum vid tunnelbanestation. Från stadsdelscentrum borde hyreshusen ligga inom 450 meter avstånd, gränsen till småstugeområdet borde vara 900 meter och till industrier 600 meter. Totalt skulle denna stadsdel ha drygt 16 000 invånare. Man ville även eftersträva en normal blandning av befolkningen gällande  kön och ålder och undvika kategoriboende för exempelvis pensionärer, barnrika familjer och olika yrkesgrupper. I generalplanen skissades även både Essingeleden och Österleden. 
Vällingby med Vällingby centrum (invigt 1954) blev den första konsekventa tillämpningen av generalplanen från 1952. Stadsdelen fick 25 000 istället för 16 000 invånare. Farsta med Farsta centrum följde efter 1960 men med större bilanpassning. Konceptet kallades långt senare ABC-stad (A för arbete, B för bostad och C för centrum).